# Chalcophaps
Chalcophaps Gould, 1843 è un genere della famiglia dei Columbidi.

## Descrizione
Formano un gruppo di 3 specie dalla struttura corporea compatta che devono il loro nome alla colorazione verde iridescente delle ali. Sono affini alle tortore africane del genere Turtur poiché hanno la parte superiore dell'addome con le tipiche bande trasversali, sono inoltre simili alle tortore dalle ali bronzine australiane del genere Phaps per la colorazione castana delle remiganti e per le iridescenze sulle ali. C. indica e C. longirostris hanno un certo numero di sottospecie che si differenziano soprattutto per le tinte bianche più o meno intense sul petto e sul capo dei maschi.

## Biologia
Vivono nella foresta e nella boscaglia trascorrendo gran parte del loro tempo sui rami dei cespugli o sugli alberi. Ricercano sul terreno il cibo costituito da semi e piccoli invertebrati.

## Distribuzione e habitat
Hanno un ampio areale che si estende dall'Indonesia all'Australia.

## Tassonomia
Il genere Chalcophaps comprende le seguenti specie:
- Chalcophaps indica (Linnaeus, 1758) - tortora smeraldina comune;
- Chalcophaps longirostris Gould, 1848 - tortora smeraldina del Pacifico;
- Chalcophaps stephani Pucheran, 1853 - tortora di Stephan.